# Captain Jinks' Explosive Temper
Captain Jinks' Explosive Temper è un cortometraggio muto del 1917 diretto da Van Dyke Brooke.

## Produzione
Il film fu prodotto dalla Vitagraph Company of America.

## Distribuzione
Distribuito dalla Greater Vitagraph (V-L-S-E), il film - un cortometraggio in una bobina - uscì nelle sale cinematografiche statunitensi il 26 febbraio 1917.